# Digah (Lənkəran)
Digah è un comune dell'Azerbaigian situato nel distretto di Lənkəran.